# Conus moreleti
Conus moreleti é uma espécie de gastrópode do gênero Conus, pertencente à família Conidae.